# (18747) Lexcen
(18747) Lexcen est un astéroïde de la ceinture principale.

## Description
(18747) Lexcen est un astéroïde de la ceinture principale. Il fut découvert le 26 mars 1999 à Reedy Creek par John Broughton. Il présente une orbite caractérisée par un demi-grand axe de 2,17 UA, une excentricité de 0,12 et une inclinaison de 3,3° par rapport à l'écliptique.

## Compléments